# Умая
Умая́, или Эки (яп. 駅, うまや, えき, «станция») — подорожная станция или постоялый двор в древнем японском «правовом государстве» VIII—X веков.

## История
Умая располагались через каждые 30 ри (около 16 км) на семи основных дорогах страны. Исполняли роль информационного и транспортного узла между столицей и провинциями.
На территории умая располагались конюшня и столовая, которые должны были обеспечивать правительственных курьеров умаядзукаи (яп. 駅使) свежими лошадьми и пищей. Служебный персонал станций умая состоял из начальника экитё (яп. 駅長) и его подчинённых экиси (яп. 駅子). Кроме них существовала служба посыльных.
Хозяйственной базой станций были земельные наделы экидэн (яп. 駅田), которые предоставлялись государством для обеспечения станций провизией и транспортом.
После упадка системы рицурё на основе некоторых станций возникли постоялые городки сюкуба.